# Данн, Колин
Ко́лин Данн (англ. Colin Dunne; род. 8 мая 1968 года) — профессиональный ирландский танцор, а также театральный актёр и современный танцор. В 1998 году был назван «Величайшим ирландским танцором всех времён» газетой Irish Post. Наиболее известный на международном уровне своими выступлениями и хореографией в Riverdance, Dancing on Dangerous Ground и Out of Time. Среди его достижений — 9 мировых, 11 британских, 9 ирландских, и 8 английских чемпионских титулов по ирландским танцам.
Автор идеи и постановки шоу Dancing on Dangerous Ground совместно с Джин Батлер, его партнёршей в Riverdance. Шоу основано на ирландской легенде о Грайне и Диармайде из цикла преданий о Финне и Фианах, впервые было поставлено в Лондоне в декабре 1999 года.
Выпускник Уорикского Университета по специальности «экономика».
Не участвует в соревнованиях с 1991 года.

## Ранние годы
Данн родился в Бирмингеме, Англия, в семье ирландцев. Начал заниматься ирландскими танцами, как и две его старшие сестры, в Бирмингемской Комерфордской школе, когда ему было всего три года. В возрасте девяти лет он выиграл свой первый титул чемпиона мира и стал первым ирландским танцором, завоевавшим титулы чемпиона мира, всей Англии и всей Ирландии в том же году.
С 12 лет он учился танцам в Marion Turley Academy of Irish Dance в Ковентри, а в возрасте 22 лет закончил соревновательную карьеру. Выиграл в общей сложности девять титулов чемпиона мира, одиннадцать титулов чемпиона Великобритании, девять титулов чемпиона Ирландии и восемь титулов чемпиона Англии. В возрасте 19 лет стал самым молодым человеком, когда-либо получившим премию Irish Post Award в знак признания достижений в ирландском танце.
Данн окончил Уорикский университет в 1989 году со степенью бакалавра экономики, после чего устроился на работу бухгалтером-стажером в Бирмингемский офис Артура Андерсена. Примерно в то же время он сдал экзамен на учителя танцев T.C.R.G (ирл. Teagascoir Coimisiuin le Rincí Gaelacha), что дает разрешение преподавать сольные танцы. Успешно преподавал в Marion Turley Academy of Irish Dance Ковентри и давал семинары в США, Австралии и Новой Зеландии.
Он уволился из компании Артура Андерсена в тот день, когда получил диплом бухгалтера, чтобы отправиться в месячное турне по Канаде с The Chieftains.

## Исполнитель ирландского танца
В период с 1992 по 1995 год Данн регулярно гастролировал с музыкальными группами The Chieftains и DeDannan. Там же он познакомился с Джин Батлер. В дальнейшем выступал с Фрэнки Гэвином и Стефаном Граппелли в Белфастском Ольстер-Холле, сотрудничал с американским чечеточником Тариком Уинстоном на празднике в честь Дня Святого Патрика в Нью-Йорке в 1995 году.
Данн присоединился к танцевальной труппе и творческой команде Riverdance в октябре 1995 года. Сначала его пригласили поставить хореографию и исполнить недавно заказанный номер "Trading Taps" с Тариком Уинстоном. Однако с уходом Майкла Флэтли за день до повторного открытия шоу в лондонском Hammersmith Apollo, он кратчайшие сроки взял на себя главную роль. Он гастролировал с постановкой в течение трех лет, взяв шоу на свои премьеры в США в Нью-Йорке (Radio City Music Hall) и Лос-Анджелесе (Pantages Theatre), а также В Австралии.
Его выступления были записаны для DVD Riverdance: Live From New York City (1996). Далее последовали хореографические титры для постановки: Firedance (с Марией Пейджес), Heartbeat of the World (с Марией Пейджес) и Heartland Duet (с Джин Батлер). Так же были специальные телевизионные программы такие, как The Royal Variety Show (The Dominion London), The Kennedy Honours (Kennedy Centre Washington D.C.) и «Грэмми» (в том числе в дуэте с Сэвином Гловер) в Мэдисон-Сквер-Гарден, Нью-Йорк. В июне 1998 года Данн покинул Riverdance, чтобы начать работу над новым проектом с Джин Батлер.
В 2013 году Данн сказал: — «Я провел более 900 выступлений. Я ушел из Riverdance, потому что, когда ты делаешь что-то 900 раз перед 3000 или 4000 людьми каждый вечер, то маленькая частичка тебя умирает с каждым выступлением».
Новый проект, Dancing on Dangerous Ground, был основан на ирландском мифе «Преследование Диармида и Грайне» и был спродюсирован Харви Голдсмитом и Radio City Music Hall. Мировая премьера шоу состоялась в Королевском театре Друри-Лейн в Лондоне в декабре 1999 года, а в марте 2000 года оно продолжилось в мюзик-холле Radio City Music Hall. Хотя шоу получило признание критиков в Нью-Йорке, оно не смогло поразить воображение зрителей и критиков в Лондоне. Шоу закрылось в июне 2000 года.

## Жизнь после Riverdance
После восемнадцатимесячного пребывания в Нью-Йорке Данн вернулся в Ирландию в 2001 году, чтобы занять должность танцора-резидента в Международную Академию Ирландского Танца и Музыки Лимерика по приглашению Майкла О'Сьюиллеабхейна. В том же году он стал мастером современного танцевального перформанса. Он сосредоточился на создании коротких сольных произведений и представил это на международном танцевальном фестивале Вейла в Колорадо, Jubilee Auditorium в канадском городе Эдмонтоне и в Queen Elizabeth Hall в Лондоне. В рамках своей последней магистерской программы он поставил хореографию "Headfoot" для постановки Daghdha Dance и Ёсико Тюмой из 10 000 шагов, которая закрыла первый Дублинский Международный танцевальный фестиваль в мае 2002 года.
После окончания магистратуры в 2002 году Данн начал искать сотрудничества с современными хореографами параллельно со своим собственным сольным творчеством.
В 2003 году он снова работал с Ёсико Тюмой и Daghdha Dance в проекте "The Yellow Room".
В 2005 году он присоединился к Театру Танца Сказочных Зверей Майкла Кигана Долана для их постановки "The Bull". Его выступления в "The Bull at The Barbican" в 2007 году принесли ему номинацию на национальную танцевальную премию британского круга критиков (The best male: modern dance).
Другие работы в этот период включали хореографию для театра аббатства (The Shaughraun 2004) и выступления с ирландским камерным оркестром (Tour of Ireland 2004 и Carnegie Hall 2005).
В январе 2008 года в Ирландском музыкальном центре Глор состоялась премьера первого полнометражного ирландского сольного шоу Данна "Out of Time". Шоу демонстрировало отношения любви и ненависти к танцам, которые сделали его знаменитым.
В сентябре 2016 года создается новое совместное шоу Данна "Edges of Light", которое начало гастролировать по Ирландии.
В июне 2017 года в Нью-Йорке состоялась премьера фильма "Edges of Light". Шоу начало гастролировать с июля 2018 года.
В 2018 году, Данн выиграл TG4 Gradam в рамках музыкального сотрудничества с "Concert".
Данн основал курсы (для аспирантов, специализация — ирландский танец) при Ирландском Мировом Музыкальном Центре, основе Международной Академии Ирландского Танца и Музыки Лимерика.
На данный момент Колин Данн проводит мастер-классы по всему миру, выступает с сольными шоу и играет в театре.